# Дан устанка народа Србије
Дан устанка народа Србије је био државни празник у Социјалистичкој Републици Србији и Републици Србији, од 1945. до 2001. године. Прослављао се 7. јула.
Дан устанка, обележавао је годишњицу оружане акције Рађевачке партизанске чете Ваљевског партизанског одреда, 7. јула 1941. године у Белој Цркви, код Крупња. Тада је Жикица Јовановић Шпанац на сеоском вашару убио два жандарма. Кафана испред које се догодило ово убиство претворена је у музеј и у њој се налази стална изложба „7. јул 1941. године“, у музеј је претворена такође и зграда сеоске општине у којој се налази изложба „Револуционарне традиције Западне Србије 1804-1981. године“.
Дан устанка је се прослављао на територији читаве Србије, а централна прослава одржавана је у Белој Цркви. Празник је задржан и после распада СФР Југославије и славио се све до 2001. године, када је укинут одлуком Владе Србије.
Празник се и данас, незванично прославља у организацији Савеза удружења бораца народноослободилачког рата, Социјалистичке партије Србије и Општине Крупањ.

## 7. јул 1941.
На Ивањдан, 7. јула 1941. године у селу Бела Црква, код Крупња одржавао се традиционалан сеоски вашар. После црквене службе, председник општине Средоје Кнежевић је окупљеним грађанима наредио, да се због „ванредних безбедносних прилика“, разиђу кућама и већина га је послушала, али је на вашару, ипак, остало још неколико стотина сељака. Око 17 часова појавила се група од петнаест партизана из Рађевачке партизанске чете, предвођених командантом Мишом Пантићем и политичким комесаром Жикицом Јовановићем Шпанцем. Били су наоружани пушкама, а један партизан је носио пушкомитраљез.
Одмах по доласку, партизани су, под липом испред кафане Босе Недељковић, окупили око себе сељаке. Потом су им одржали антифашистичке говоре у којима су позвали народ у борбу против окупатора. Говорили су лекар Миша Пантић из Ваљева, студент права Владан Бојанић из Беле Цркве и Жикица Јовановић Шпанац, новинар из Ваљева и учесник Шпанског грађанског рата. После одржаних говора партизани су се удаљили. Многи младићи, који су били на вашару тада су се придружили Рађевачкој партизанској чети.
Одмах по одласку партизана, у село је стигла жандармеријска патрола, која је у међувремену била обавештена о доласку „наоружаних комуниста”. У њој су били наредник Богдан Лончар и каплар Миленко Браковић. Они су почели, окупљеном народу, да говоре да иде кући и почели да га растерују. Тада је Владан Бојанић, појурио за партизанском групом коју је сустигао код извора Јебаровца, крај речице Коларуше. Испричао је о грубом насртају жандара, па су се Жикица Јовановић и Миша Пантић, вратили са намером да разоружају жандарме.
Лончар и Браковић су, одмах по доласку партизана, посегли за оружјем, али нису стигли да га употребе. Жикица је, из непосредне близине, из пиштоља (носио је два пиштоља на боковима, као и сви политички комесари из Шпанског грађанског рата) убио обојицу. Богдана Лончара је један метак погодио у фишеклију услед чега је експлодирала муниција и он је умро два сата касније (према другом извору у село су се вратили Жикица Јовановић и Цветин Солдатовић и обојица пуцали. Жикица је пиштољем ранио Богдана Лончара, док је Солдатовић пушком усмртио Браковића).
Извештај немачке Крајскомандантуре I/847 из Шапца о овом догађају је следећи:
| „ | У понедељак, 7. јула, у 17.30 часова, појавило се у Белој Цркви 16 до 20 устаника, наоружаних аутоматима, једним митраљезом, пиштољима и пушкама, под командом лекара Милоша Пантића из Ваљева и покушали су да становништво наведу на оружани отпор против немачке посаде и на разарање немачких фабрика. Забранили су даљи рад у предузећу и запретили стрељањем. Два српска жандарма, која су се ту нашла, била су убијена, што је читаво становништво примило са симпатијама. | ” |

## Празник
После ослобођења Југославије, Народна скупштина Србије је 27. јуна 1945. године донела одлуку којом је акција Рађевачке партизанске чете проглашена за Дан устанка народа Србије. На првој прослави одржаној 7. јула 1945. године присуствовао је и маршал Тито. Године 1951. поводом прославе десетогодишњице устанка код кафане, испред које се и догодило убиство, постављене су три бисте учесника догађаја - Жикице Јовановића, Мише Пантића и Чеде Милосављевића, које је урадио вајар Стеван Боднаров. Године 1971. поводом тридесетогодишњице устанка израђен је спомен-комплекс „Симболика у камену“, који се састоји од девет антропоморфних гранитних громада са шајкачама и орнаменталним симболима, дело Богдана Богдановића. Зграда бивше кафане је претворена у музеј и у њој је постављена изложба „7. јул 1941. године“, а у згради сеоске општине изложба „Револуционарне традиције Западне Србије 1804-1981. године“.
Године 1975. Скупштина Социјалистичке Републике Србије установила је „Седмојулску награду“ која је била највиша државна награда у Социјалистичкој Републици Србији и додељивала се за најзначајнија достигнућа у науци, уметности, привреди и другим областима друштвеног живота.
Године 1982. редитељ Сава Мрмак снимио је мини телевизијску серију „Шпанац“, у којој је сликовито приказан и догађај у Белој Цркви (у улози Жикице Јовановића Шпанца био је Данило Лазовић, а у улози жандара Лончара и Брковића - Мирко Буловић и Богдан Јакуш).
Празновање Дана устанка као државног празника одржано је последњи пут 2000. године. Одлуком Владе Републике Србије, чији је председник био др. Зоран Ђинђић, од 9. јула 2001. године овај празник је укинут. Од тада овај празник се прославља у организацији Савеза удружења бораца народноослободилачког рата, Социјалистичке партије Србије и Општине Крупањ. Поред Беле Цркве, у којој се одржавала централна прослава, празновање Дана устанка је одржавано и на другим местима широм Србије. Једно од места традиционалних окупљања 7. јула је и споменик „Слобода“ на Иришком венцу.
7. јул се обележава у Белој Цркви пригодним манифестацијама иако није државни празник. 2013. године је била државна манифестација.
Одлуком Окружног суда у Шапцу, 2009. године, Богдан Лончар и Миленко Браковић су рехабилитовани - „јер су убијени без одлуке суда и без спроведеног поступка, из идеолошко политичких разлога, као жртве прогона и насиља, од стране припадника партизанског покрета, чиме је повређено њихово право на живот“.

## Спомен-музеј
Унутрашњост спомен-музеја „7. јули 1941. године“ који се налази у згради бивше Недељковићеве кафане испред које се одиграла акција Рађевачке чете Ваљевског партизанског одреда.
- Спомен-плакете са ликовима Жикице Јовановића, Чеде Милосављевића и Мише Пантића
- Спомен-плакете са ликовима Жикице Јовановића, Чеде Милосављевића и Мише Пантића
- Партизанска споменица 1941.
- Део наоружања из 1941. године.